# Roiak, Varna
Roiak (în bulgară Рояк) este un sat în comuna Dălgopol, regiunea Varna,  Bulgaria. 

## Demografie
Componența etnică a satului Roiak
     Turci (98,52%)
     Nicio identificare (1,47%)
     Altele (0%)
La recensământul din 2011, populația satului Roiak era de 272 locuitori. Din punct de vedere etnic, majoritatea locuitorilor (98,52%) erau turci. Pentru 1,47% din locuitori nu este cunoscută apartenența etnică.